# Jules Molk
Jules Molk, né le 8 décembre 1857 à Strasbourg et mort le 7 mai 1914 à Nancy,  est un mathématicien français.

## Biographie
Il a travaillé sur les fonctions elliptiques. Il a obtenu le Prix Binoux de la part de l'Académie des Sciences en 1913.
D'autre part, il a dirigé la publication d'une encyclopédie des sciences mathématiques pures et appliquées pendant plusieurs années jusqu'à sa mort. 
Elle a été éditée en 22 volumes en Allemagne puis en France et a nécessité la collaboration de nombreux mathématiciens et physiciens théoriciens dont les savants français et allemands suivants: Paul Appell, Felix Klein, Jacques Hadamard, David Hilbert, Émile Borel, Paul Montel, Maurice Fréchet, Edouard Goursat, Ernst Zermelo, Ernst Steinitz, Arthur Schoenflies, Philipp Furtwängler, Carl Runge, Vilfredo Pareto, Ernest Vessiot, Gino Fano, George Darwin (sciences mathématiques), Paul Langevin, Jean Perrin, Karl Schwarzschild,  Pierre Boutroux, Edmond Bauer, Max Abraham, Arnold Sommerfeld, Ernest Esclangon,  Paul Ehrenfest, Tatiana Ehrenfest (sciences physiques).
En 1906, Jules Molk a été élu membre de l'Académie nationale des Sciences Leopoldina.

## Publications
- Encyclopédie des sciences mathématiques pures et appliquées Tome 1, Volume 3, Théorie des nombres, Volume 4, Calcul des probabilités, Théorie des erreurs, Applications diverses
- Encyclopédie des sciences mathématiques pures et appliquées Tome 2, Premier volume, Fonctions de variables rééelles, sur Gallica.
- Encyclopédie des sciences mathématiques pures et appliquées Tome 2, Deuxième volume, Fonctions de variables complexes, sur Gallica.
- Encyclopédie des sciences mathématiques pures et appliquées Tome 2, Troisième volume, Equations différentielles ordinaires, sur Gallica.
- Encyclopédie des sciences mathématiques pures et appliquées Tome 2, Quatrième volume, Equations aux dérivées partielles, sur Gallica.
- Encyclopédie des sciences mathématiques pures et appliquées Tome 4, Deuxième Volume, Mécanique générale, sur IRIS.
- Encyclopédie des sciences mathématiques pures et appliquées Tome 4, Cinquième volume, Systèmes déformables, sur Gallica.
- Encyclopédie des sciences mathématiques pures et appliquées Tome 4, Sixième volume, Balistique, hydraulique, sur Gallica.

- Éléments de la théorie des fonctions elliptiques. Tome 1, sur Gallica.
- Éléments de la théorie des fonctions elliptiques. Tome 2, sur Gallica.
- Éléments de la théorie des fonctions elliptiques. Tome 4, sur Gallica.
- Éléments de la théorie des fonctions elliptiques Volumes 1 et 2, sur Archive.org.
- Éléments de la théorie des fonctions elliptiques Tome 1, sur Archive.org.